# Paul von Merveldt

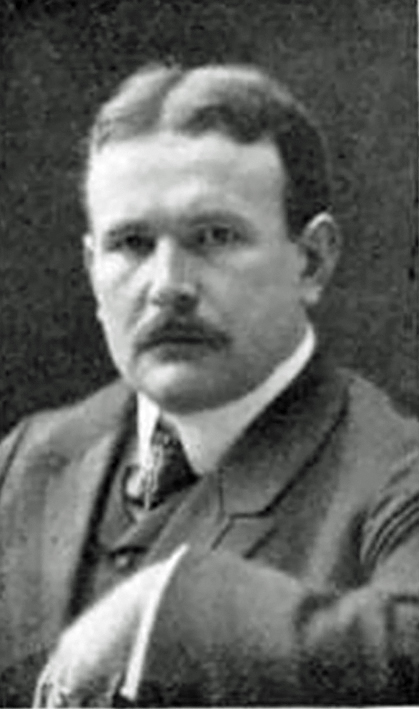
Paul Graf von Merveldt, um 1904

Klemens Paul Maria Bernhard Graf von Merveldt (* 27. Juni 1871 in Salzkotten, Kreis Büren; † 15. März 1929 in Marienfeld, Kreis Warendorf) war ein deutscher Landschafts- und Porträtmaler der Düsseldorfer Schule.

## Leben
Paul von Merveldt, Spross des westfälischen Adelsgeschlechtes Merveldt, wurde als einer von acht  Söhnen des königlich preußischen Rittmeisters a. D. und Amtmannes von Salzkotten Klemens August Graf von Merveldt (1815–1885) aus dessen zweiter Ehe mit Marianne „Jenny“ Theresia, geborene Sorga (1836–1897), in Salzkotten geboren. Einer seiner Brüder war der Politiker Felix von Merveldt.

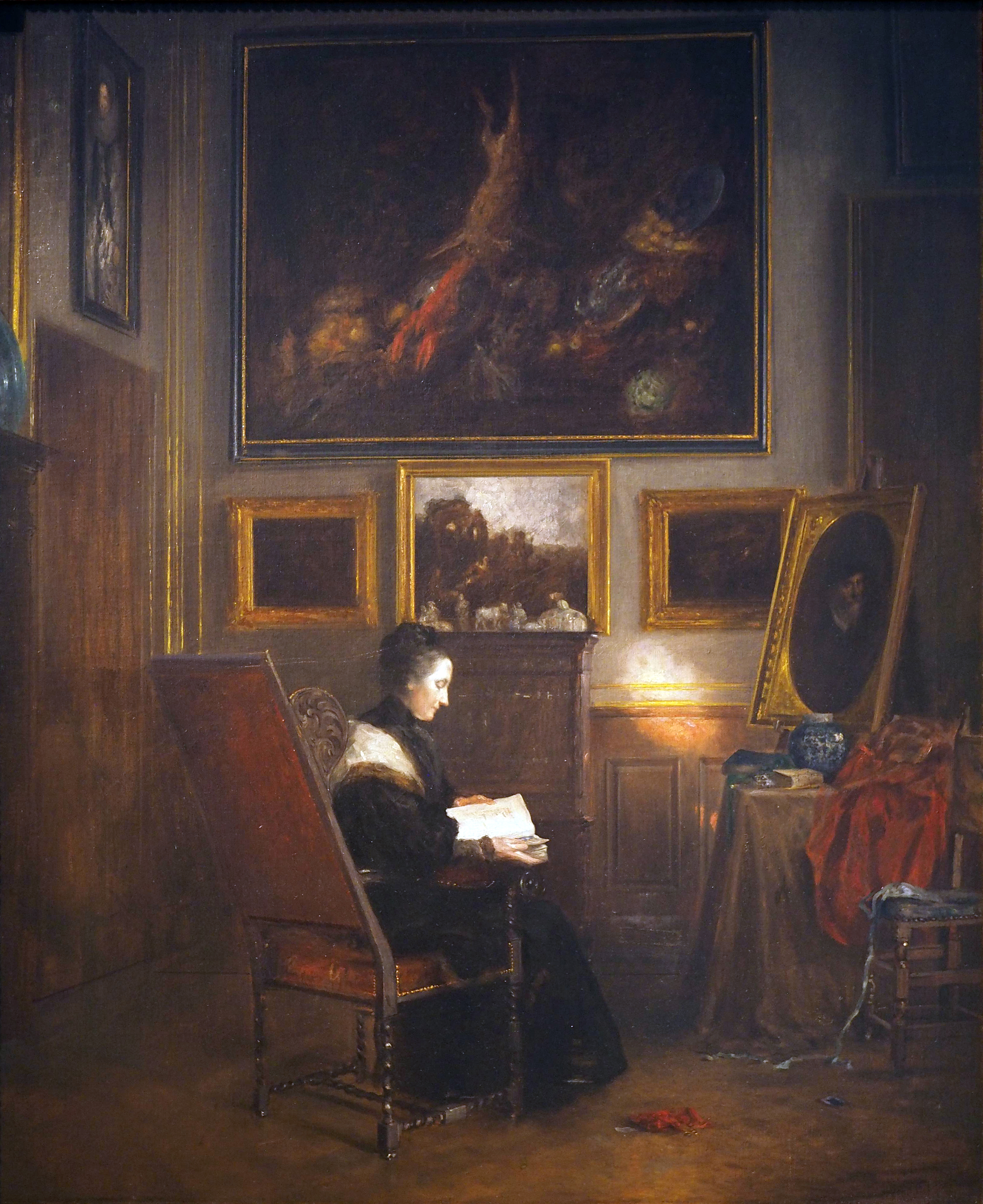
Abendfrieden, Kulturhistorisches Museum Görlitz

In den Jahren 1890 und 1891 studierte Paul von Merveldt Malerei an der Kunstakademie Düsseldorf. Dort waren Hugo Crola und Heinrich Lauenstein seine Lehrer. Er ließ sich in Düsseldorf nieder, wo er 1898 in der Karl-Anton-Straße 7 wohnte. 1903 kennzeichnete die von Maximilian Harden in Berlin herausgegebene Zeitschrift Die Zukunft ihn mit Otto Ackermann, Fritz von Wille und Julius Bergmann als einen Maler einer „neue Töne“ anschlagenden Bewegung, die „Los von Düsseldorf!“ zu rufen scheine. Im Rahmen der Großen Kunst- und Gartenbauausstellung Düsseldorf 1904 übernahm er eine Vorstandsfunktion bei der Vorbereitung und Leitung dieser Veranstaltung.
Am 27. April 1907 heiratete er in Linzenich Elisabeth Freiin von Brenken (1868–1944). Aus dieser Ehe ging eine auf Schloss Wocklum geborene Tochter Elisabeth (1908–1964) hervor. Wenige Monate vor seinem frühen Tod ließ er eine historische Sammlung von Kunstgegenständen aus dem Familienbesitz auf Schloss Marienfeld im Kunstauktionshaus Lempertz in Köln versteigern.
Paul von Merveldt war Mitglied der Allgemeinen Deutschen Kunstgenossenschaft.